# Felix Philippi

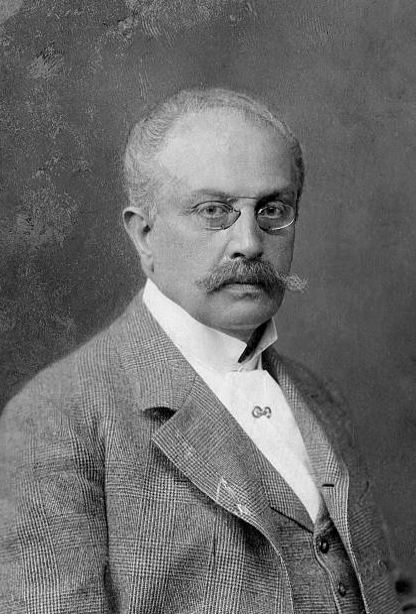
Felix Philippi (1900). Foto von Wilhelm Fechner.

Felix Philippi (* 5. August 1851 in Berlin; † 23. November 1921 ebenda) war ein deutscher Journalist, Schriftsteller und Regisseur.

## Leben
Felix Philippi wirkte ab 1875 als Journalist in München; er schrieb als Theaterkritiker für deutsche und französische Zeitungen. Daneben war er auch als Regisseur tätig und inszenierte am Augsburger Stadttheater Ibsens Dramen Gespenster und Rosmersholm. Ab 1884 schrieb er hauptberuflich Theaterstücke. Ab 1891 lebte Philippi wieder in seiner Geburtsstadt Berlin. Nach dem Erfolg seiner 1913 und 1915 erschienenen Jugenderinnerungen Alt-Berlin verfasste er eine Reihe von Romanen, die ebenfalls im alten Berlin angesiedelt waren und weite Verbreitung fanden; am erfolgreichsten war der Band Jugendliebe, der bis Mitte der Zwanzigerjahre eine Gesamtauflage von 125.000 Exemplaren erreichte.

## Werke
- Der Advokat. Schauspiel in fünf Aufzügen. München 1884, urn:nbn:de:hbz:6:1-209629 (Digitalisierung der Ausgabe Leipzig [ca. 1885]: ULB Münster, 2016, 76 S.).
- Das Münchener Hof-Schauspiel. München 1884.
- Die Münchener Oper. München 1884.
- Irrlicht. München 1885.
- Gaudeamus igitur! Berlin 1887.
- Daniela. Schauspiel in vier Aufzügen. Reclam, Leipzig 1888, urn:nbn:de:hbz:6:1-209632 (Digitalisierung: ULB Münster, 2016, 75 S.).
- Veritas. Berlin 1888.
- Am Fenster. Berlin 1889.
- Das alte Lied. Schauspiel in drei Aufzügen. Verlag von Freund und Jeckel, Berlin 1891, urn:nbn:de:kobv:109-1-15423192 (Digitalisierung: ZLB, 2020, 127 S.).
- Asra. Oldenburg 1894.
- Wohltäter der Menschheit. Leipzig 1895.
- Der Dornenweg. Breslau 1896.
- Wer war’s? Berlin 1896.
- Mengersfelde. Breslau 1898.
- Die Wunderquelle. Leipzig 1898.
- Das Erbe. Breslau 1899.
- Der goldene Käfig. Breslau 1900.
- Das große Licht. Breslau 1902.
- Das dunkle Thor. Breslau 1903.
- Eine Faustsymphonie. Breslau 1904.
- Der grüne Zweig. Breslau 1904.
- Der Helfer. Berlin 1905.

- Pariser Schattenspiel. Berlin.
  - 1 (1906)
  - 2 (1907)
- Der Herzog von Rivoli. Breslau 1907.
- Die Ernte. Berlin 1908.
- Münchner Bilderbogen. Berlin 1912.
- Alt-Berlin. Erinnerungen aus der Jugendzeit. Mit 25 Bildnissen auf 15 Tafeln. Berlin 1913.
- Monica Vogelsang. Berlin 1913.
- Ludwig II. und Josef Kainz und anderes aus meinem Tagebuche. Berlin 1913.
- Carneval. Breslau 1914.
- Die Sieger. Berlin [u. a.] 1914.
- Alt-Berlin. Erinnerungen aus der Jugendzeit. Neue Folge. Mit 15 Bildtafeln. Berlin 1915.
- Cornelie Arendt. Berlin 1915.
- Lotte Hagedorn. Berlin [u. a.] 1916.
- Hotel Gigantic. Berlin 1917.
- Jugendliebe. Berlin 1917.
- Die Ehrenreichs. Berlin 1918.
- Das Schwalbennest. Berlin 1919.
- Liebesfrühling. Berlin 1920.
- Alt-Berlin. Erinnerungen aus der Jugendzeit. Ausgewählt und eingeleitet von Mario Krammer. Berlin 1950.